# Камино, Гайя да
Гайя да Камино (около 1270, Тревизо — после 14 августа 1311, Портобуффоле) — итальянская поэтесса и аристократка из рода да Камино. Она кратко упоминается в «Божественной комедии» Данте Алигьери.

## Биография
Гайя родилась около 1270 года в Тревизо в семье Герардо III да Камино, на тот момент сеньора Фельтре и Беллуно. Имя матери неизвестно, хотя некоторые историки называют Кьяру делла Торре, второю жену Герардо, матерью Гайи.
Семья да Камино происходила из ломбардского рода и, вероятно, была связана с семьей Коллальто, расцвет дома да Камино пришелся на конец XIII века. Детство и юность Гайи прошли в атмосфере благополучия и роскоши. Её отец был известным покровителем искусств, а двор — центром культурной жизни и куртуазной поэзии: лучшие поэты и трубадуры своего времени, включая Данте Алигьери и Феррарино да Феррара, творили в Тревизо. Таким образом Гайя училась поэзии у лучших поэтов своего времени.
К лету 1291 года Гайя уже состояла в браке со своим родственником, Толберто III да Камино. От отца она получила богатое приданное. В 1302 году стала наследницей Фриксы, дворянки из Тревизо. 28 июля 1309 года дож Пьетро Градениго отправил Гайе и её мужу письмо с благодарностью за заботу и решительность, проявленные ими при защите земель и домов епископства Читтанова, находившимися тогда под венецианским владычеством, от вторжений и грабежей разбойников.
14 августа 1311 года в Портобуффоле Гайя, будучи в тяжелом состоянии, составила завещание в присутствии нотариуса Романо ди Санто Стефано при содействии мужа и врача из Праты. Через несколько дней она умерла.
Гайя вместе со своей дочерью похоронена в Церкви Сан-Николо в Тревизо.
Дом Гайи в Портобуффоле сохранился, на данный момент в нём располагается музей Casa Gaia.

## Поэтесса
Комментаторы «Божественной комедии» отмечали, что Гайя была известной поэтессой и что она была одной из первых итальянок, сочинявших стихи на народной латыни. Однако до наших дней не сохранилось ни одного стихотворения, написанного Гайей. Поэтому некоторые ученые считают, что это утверждение неточно и лишь отражает тот факт, что двор да Камино был оживленным центром, где собирались поэты, писатели и художники из Северной Италии. Подобные утверждения были сделаны и в отношении других поэтесс средневековья, например, Нины Сицилианы.

## Божественная комедия
Данте упоминает Гайю в 16 песни Чистилища. В третьем кругу, посвященном гневу, Данте встречает Ломбардец Марко, с которым он обсуждает такие темы, как влияние звезд на поведение человека и связь между религиозной и политической властью. Рассматривая политическую коррупцию в Ломбардии, Марко отмечает, что только три человека составляют исключение: Коррадо да Палаццо из Брешии, Гвидо да Кастелло из Реджо-Эмилии и Герардо, отец Гайи. Несмотря на то, что реальный Данте часто бывал при дворе да Камино и отлично знал Герардо и Гайю, лирический Данте не знаком с ними. Марко ссылается на Гайю, знакомя Данте с Герардом.
Но кто такой Герардо знаменитый, Который в диком веке, ты сказал, Остался миру как пример забытый?"

"Ты странно говоришь, — он отвечал. -

Ужели ты, в Тоскане обитая, Про доброго Герардо не слыхал?

Так прозвище ему. Вот разве Гайя, Родная дочь, снабдит его другим.

Храни вас бог! А я дошел до края.
— Чистилище, 16:133-141
Марко описывает Герардо как «доброго», что свидетельствует о том, как высоко о Герардо думал Данте. Он же упоминает Гайю как комплимент отцу, подразумевая, что её имя широко известно.
Комментаторы «Божественной комедии» развивали ссылку Данте на известность Гайи, называя её либо беспутной женщиной, либо образцом добродетели. Некооторые комментаторы предположили, при жизни Данте жили полные тезки по имени Гайя да Камино, но имели совершенно разные характеры и репутации.